# Хождение по мукам (телесериал, 2017)
«Хожде́ние по му́кам» — российский многосерийный художественный фильм по мотивам одноимённой эпопеи советского писателя Алексея Толстого. Телесериал создан компанией «Всемирные русские студии» при финансовой поддержке Министерства культуры Российской Федерации.
Премьера двенадцатисерийного фильма состоялась 27 ноября 2017 года в 21:40 на телеканале «НТВ». С понедельника по четверг выходит по 2 новых серии в день.
27 января 2019 года по итогам 2018 года фильм получил российскую премию «Золотой орёл» в категории «Лучший телевизионный сериал».

## Сюжет
События сериала охватывают 1914—1919 годы. Действие начинается перед началом Первой мировой войны. «Город живёт „словно в ожидании рокового и страшного дня“». Общество в ожидании перемен. В центре истории — сёстры Булавины: Катя и Даша. Девушки разделяют любовь к поэту-декаденту Алексею Бессонову, который меняет их мировоззрение и образ мыслей, предрекая конец России.
Первая мировая вносит в безмятежное существование семьи Булавиных-Смоковниковых новые переживания. После войны и революции пути сестёр расходятся. Катерина Булавина влюбляется в белого офицера Вадима Рощина.

## В главных ролях
- Анна Чиповская — Дарья Дмитриевна Булавина
- Юлия Снигирь — Екатерина Дмитриевна Смоковникова (прототип — Наталья Крандиевская, третья жена А. Н. Толстого)
- Леонид Бичевин — Иван Ильич Телегин
- Павел Трубинер — Вадим Петрович Рощин
- Светлана Ходченкова — Елизавета Расторгуева
- Андрей Мерзликин — Аркадий Жадов
- Антон Шагин — Алексей Алексеевич Бессонов (прототип — Александр Блок)
- Алексей Колган — Николай Иванович Смоковников, адвокат, муж Екатерины
- Сергей Колтаков — Дмитрий Степанович Булавин, доктор, отец Дарьи и Екатерины
- Евгений Ткачук — Сергей Сапожков
- Александр Яценко — Алексей Красильников
- Любовь Аксёнова — Ганна
- Роман Мадянов — Оловянников
- Дмитрий Дюжев — Мамонт Дальский
- Евгений Стычкин — батька Нестор Махно
- Сергей Пускепалис — генерал Иван Романовский
- Андрей Чернышов — Иван Сорокин
- Роман Курцын — Михаил Соломин

## В ролях
- Полина Дудкина — Марфуша
- Владимир Юматов — подполковник Тётькин
- Наталья Егорова — жена Тётькина
- Игнатий Акрачков — Валерьян Оноли
- Александр Галибин — Борис Савинков
- Василий Щипицын — Владимир Ленин
- Максим Керин — Сергей Константинович
- Александра Кузенкина — Маруся
- Сергей Угрюмов — Связной
- Андрей Лёвин — Куличек
- Сергей Колесников — Воскобойников
- Пётр Рыков — Жуков
- Николай Иванов — Теплов
- Виктория Романенко — Матрёна
- Иван Кокорин — Боков
- Никита Кукушкин — Антон Арнольдов
- Юрий Нифонтов — Самуил Григорьевич
- Кирилл Кузнецов — Головин
- Илья Борисов — Жиров
- Александр Ревенко — Семён Семёнович Говядин
- Яков Шамшин — Акундин
- Илья Дель — Валет
- Евгений Ганелин — приятель Смоковникова
- Эрнст Романов — профессор
- Дмитрий Петрушков — дворник Семён
- Баходир Меликмурадов — дворник Ахмед
- Валерий Дьяченко — чиновник на заводе
- Дмитрий Луговкин — Струков
- Алексей Митин — Рублев
- Эдуард Цензор — старик
- Стасс Классен — австрийский офицер
- Богдан Черненко — дворник Гришка
- Алексей Одинг — матрос
- Варвара Владимирова — Чепик
- Сергей Мардарь — чиновник
- Евгений Добряков — товарищ в кожанке
- Константин Воробьёв — мужчина на кладбище
- Анна Мигицко — староста
- Никита Чеканов — анархист
- Илья Морозов — анархист
- Ольга Лапшина — Агафья
- Мария Звонарёва — Анисья
- Елена Тузова — жена Воскобойникова
- Прохор Зикора — Меньшин
- Эльдар Калимулин — солдатик
- Максим Битюков — лекарь
- Нина Дворжецкая — Софья Ивановна
- Алексей Кирсанов — Крапивин
- Фёдор Яковлев — поэт
- Роман Данилин — Лёва Задов
- Максим Стоянов — Дмитро
- Александр Обласов — Кузьма Кузьмич

## Съемочная группа
- Автор сценария — Елена Райская
- Режиссёр-постановщик — Константин Худяков
- Оператор-постановщик — Максим Шинкоренко
- Художник-постановщик — Сергей Филенко
- Композитор — Юрий Потеенко
- Продюсеры — Тимур Вайнштейн, Алексей Земский, Юрий Сапронов и Ирина Барк

## Производство
В августе 2016 года проект сериала, наряду со «Спящими» Первого канала, получил государственное финансирование в рамках питчинга Министерства культуры РФ. Предпроизводство началось в августе, съёмки в октябре 2016 года. Текст трилогии Толстого подвергся значительной авторской доработке и сокращениям. В частности, режиссёр решил не пользоваться закадровым текстом. По утверждению Тимура Вайнштейна, сериал является главным проектом канала НТВ в 2017 году.

Съёмки проекта проходили в Санкт-Петербурге, Москве, Пятигорске и Риге. Отдельные эпизоды были сняты в Михайловском саду. Первый тизер картины появился в сети в ноябре 2016 года.
В съёмках батальных сцен, проходивших вблизи гор Юца и Джуца (Ставропольский край), приняли участие военнослужащие (в том числе проходящие военную службу по призыву) Пятигорского соединения войск Росгвардии.